# Tsjorochi
De Tsjorochi of Çoruh (Georgisch:ჭოროხი, Turks:Çoruh) is een rivier in Noordoost-Turkije en Zuidwest-Georgië met een totale lengte van 438 km, respectievelijk 421 km in Turkije en 26 km in Georgië. Zij ontspringt in Noordoost-Turkije, gaat door de steden Bayburt, Ispir, Yusufeli en Artvin vooraleer ze via de Georgische autonome republiek Adzjarië de Zwarte Zee bereikt, ten zuiden van de stad Batoemi en tien kilometer ten noorden van de Turkse grens.